# どて焼き

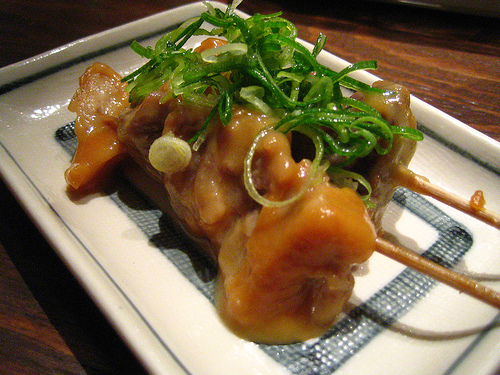
どて焼き

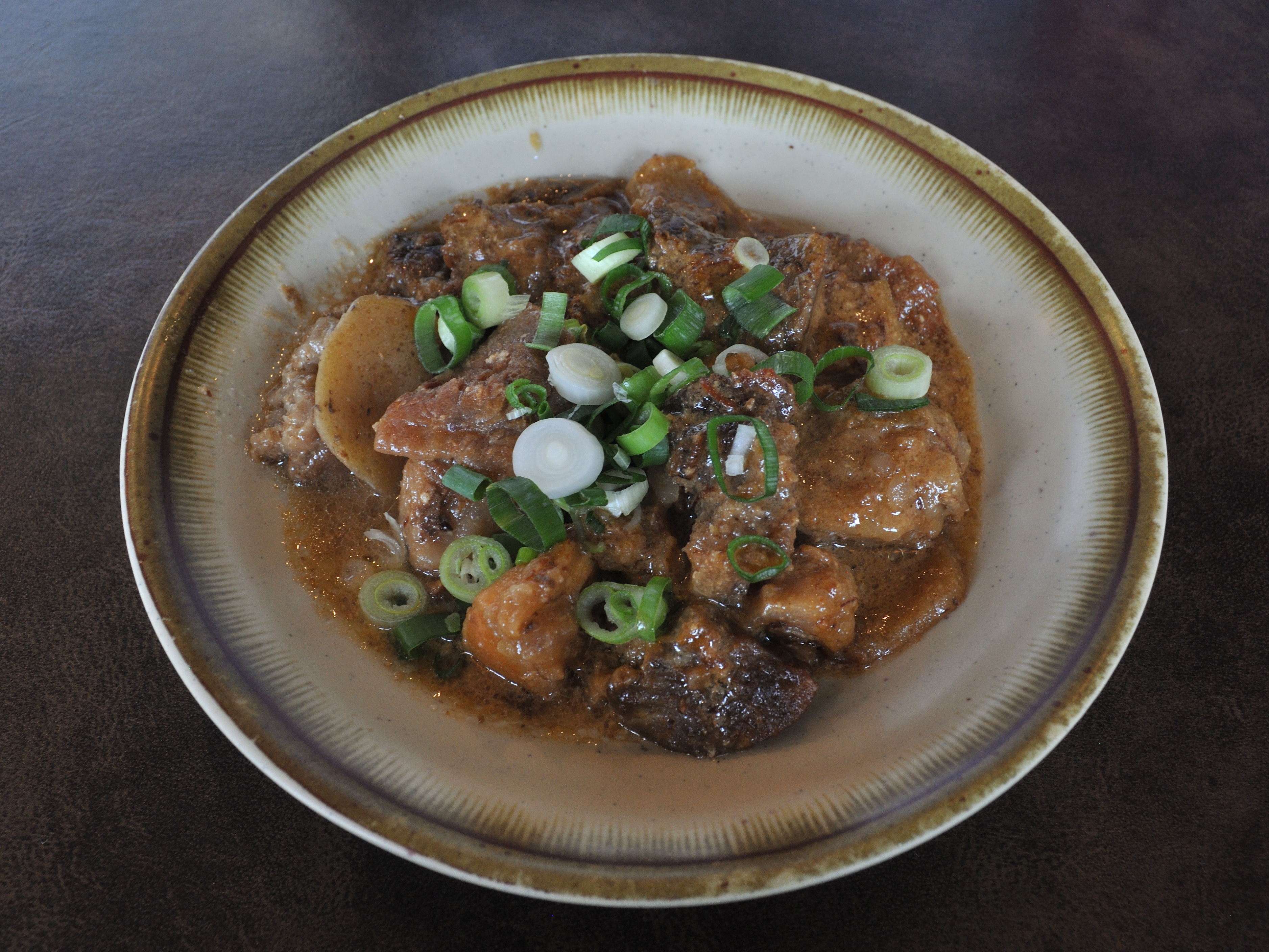
どて焼き

どて焼き（どてやき）は、牛のスジ肉を味噌やみりんで時間をかけて煮込んだもの。「どて煮」または「どて」ともいう。大阪の郷土料理とされる。

## 概要
鉄鍋の内回りに土手状に味噌を盛り、その中央でまず具材を焼き、熱により溶け出した味噌で煮込んでゆくことからどて焼き（土手焼）、あるいはどて煮（土手煮）と呼ばれるようになった。

## 歴史
織田作之助は、大正後期から昭和初期の大阪を舞台とした小説『夫婦善哉』の中で若旦那の柳吉をこう描写した。
後述するように、愛知県や静岡県遠州などで主に「どて煮」「どて」と呼ばれるどて焼きであるが、1923年（大正12年）1月9日付の『名古屋新聞』でこう記されている。

## 東海地方
愛知県や静岡県の遠州地方などの東海地方にも同種・同名の料理があるが、どて焼きの名称はあまり一般的でなく「どて煮」「どて」と呼ばれる事のほうが多い。また、単に「もつ煮」といった場合にもこの土手煮を指す。牛すじ以外に豚の臓物を用いることも多く、スーパー・肉屋などではどて煮の材料として、下茹でした牛すじ肉または豚の臓物、あるいは双方ともに売っている店もある。調味料は主に八丁味噌など豆味噌を使う。どて煮とともに串カツを供する店では、頼めば串カツをどて煮の汁に浸してくれる。どて煮をご飯にかけたものを「どて飯」といい、名古屋名物の一つになっている。東海地方のコンビニエンスストアやスーパーマーケットでは、どて煮の缶詰やレトルト食品などが店頭に並んでいる。また、おでんのメニューの牛すじ串を味噌で煮こんでどて煮風にしたり、どて煮をおにぎりの具にしたものも販売されている。